# Liste des villes au plus grand nombre de gratte-ciels
Un classement des villes au plus grand nombre de gratte-ciels au monde s'obtient à partir du comptage des immeubles d'une hauteur de plus de 150 m, pour ne conserver que les immeubles que d'une hauteur suffisamment significative pour être vraiment qualifié de gratte-ciel :

## Classement observé au 21 mars 2021
| Classement | Ville                      | Nombre de gratte-ciels |
| ---------- | -------------------------- | ---------------------- |
| 1          | Chine, Hong Kong           | 482                    |
| 2          | Chine, Shenzhen            | 297                    |
| 3          | États-Unis, New York       | 12                     |
| 4          | Émirats arabes unis, Dubaï | 215                    |
| 5          | Chine, Shanghai            | 166                    |
| 6          | Japon, Tokyo               | 160                    |
| 7          | États-Unis, Chicago        | 130                    |
| 8          | Chine, Chongqing           | 127                    |
| 9          | Chine, Guangzhou           | 121                    |
| 10         | Chine, Wuhan               | 101                    |

## Observations
La Chine occupe la majeure partie du top ten. Cela ne laisse que peu de places aux États-Unis, aux Emirats et au Japon, sans parler de l'Europe et de l'Afrique, aucunement représentées.
En comptant les immeubles de toutes tailles confondues, le nombre d'immeubles explose,. Sans pour autant fondamentalement bouleverser le classement précédent.

## Sources
1. ↑  « Tallest Cities by 150m+ Buildings - The Skyscraper Center », sur www.skyscrapercenter.com (consulté le 21 mars 2021)
2. ↑  (en-US) « Top 10 - cities with the highest amount of skyscrapers! », sur Building Radar, 20 septembre 2017 (consulté le 21 mars 2021)
3. ↑  « Database - SkyscraperPage.com », sur skyscraperpage.com (consulté le 21 mars 2021)